# Juan Manuel Mata García
Juan Manuel Mata García (Burgos, 28 d'abril de 1988) és un futbolista espanyol que juga com a centrecampista. És internacional amb la selecció espanyola.
El 2010 va ser nomenat esportista d'honor de la Universitat Politècnica de València, on estudià disseny.

## Biografia
Mata va nàixer a Burgos, però als tres anys va emigrar a Oviedo i va ser criat a Astúries. Va començar a jugar al futbol des de xiquet en l'Escola de Futbol de la Fresneda dirigida per Iñaki Artabe. Després va formar part del Juventud estadio, un equip d'Oviedo. Va estar formant-se allí on destacava per la seua gran qualitat, fins que amb 12 anys va marxar al Reial Oviedo l'equip del seu pare. Per aquell temps la família seguia els passos del pare, Juan Mata, futbolista que va jugar en el UD Salamanca, Real Burgos CF i Reial Oviedo, entre d'altres. Malgrat la seua poca edat,ja apuntava maneres a causa de la seua tècnica, velocitat i als seus gols. Característiques que li van valdre perquè, després de passar tres anys en l'equip asturià, fitxara per les categories inferiors del Reial Madrid amb 15 anys. Va debutar en el Cadet A i va anar pujant esglaons cada temporada, després el Juvenil C i finalment el Juvenil A en la temporada 2005-2006, en la qual va marcar un total de 124 gols, 718 en lliga amb el Juvenil A, amb qui va guanyar la lliga i la Copa de Campions.
Aqueix mateix any va disputar també el Campionat Europeu Sub-19 amb la selecció espanyola, en el qual es va proclamar campió i va marcar 14 gols. Açò li va valdre per a donar el salt al Reial Madrid Castella sense ni tan sols haver de passar pel Reial Madrid C.
La temporada 2006-07 Juan Mata va jugar al Reial Madrid Castella, on va ser un titular indiscutible. La seua posició en el camp es va traslladar a la banda esquerra, actuant com extrem, encara que sense perdre el seu olfacte de cara al gol, ja que de moment és el 2n. màxim golejador del filial amb 26 gols després del davanter Álvaro Negredo. En aquesta nova ubicació en el camp va fer gala de la seua moltes qualitats, com la seua gran tècnica i precís regat. Tot i que els seus inicis futbolísticament foren com a davanter, posseeix una notable visió de joc.
En finalitzar la temporada no accepta l'oferta de renovació del club madrileny, ja que no li garanteix jugar en primera divisió.
Durant l'estiu el Reial Madrid intenta renovar-li però ell denega la proposta d'anar-se cedit a un club de mitja taula de la primera divisió. El seu pare té asprors amb els directius del Reial Madrid, demanant que el salari del seu fill es triplicara.
Finalment fitxa pel València CF com agent lliure i amb l'entrenador Quique Sánchez Flores no compta tot just amb minuts. Després de la destitució de Quique, el nou entrenador Ronald Koeman comença a confiar en ell com extrem esquerre i qualla grans actuacions, com per exemple davant el FC Barcelona en la Copa del Rei, on marca dos gols. En la final de la Copa del Rei que guanya el València CF contra el Getafe CF 3-1, marca el primer gol de la final en els primers minuts del matx.

### Chelsea FC

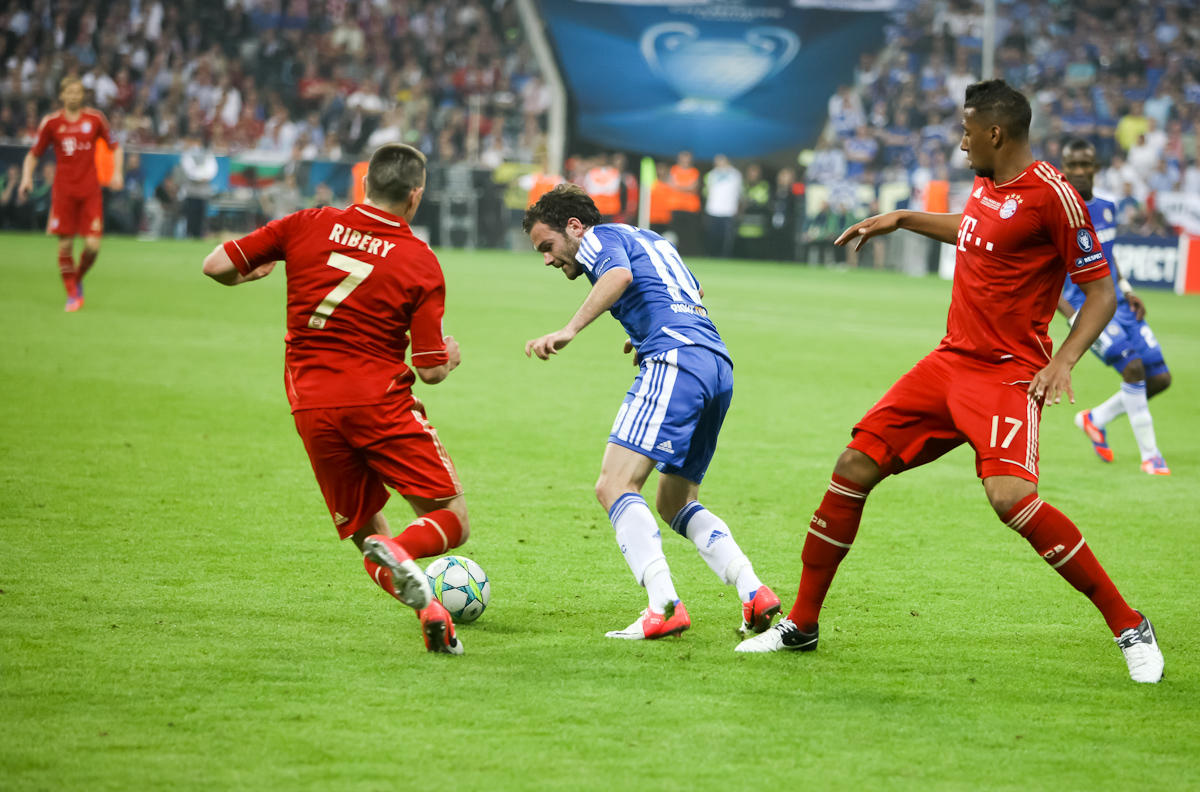
Mata durant la final de la Lliga de Campions de la UEFA 2011-12

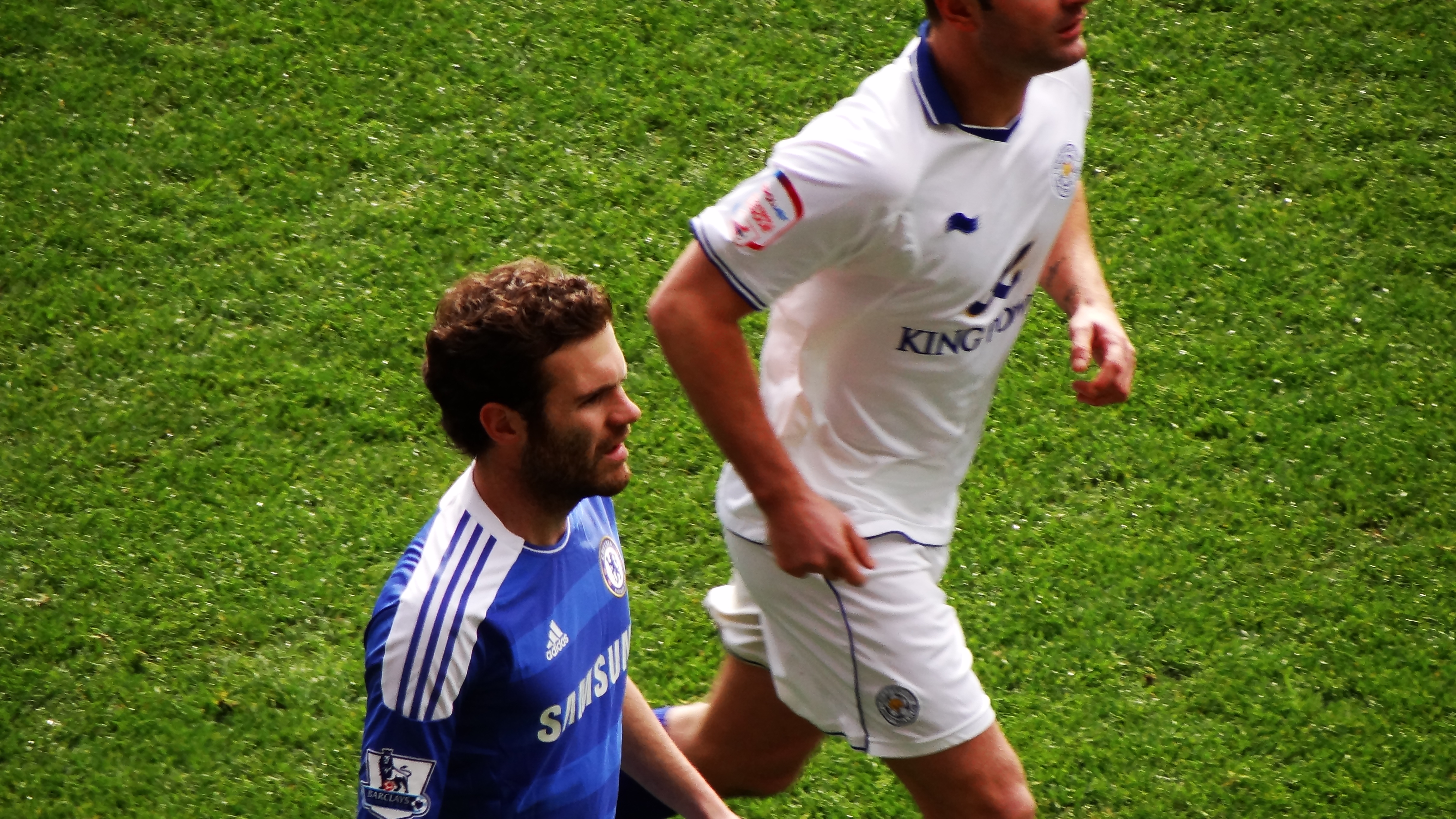
Mata durant un partit del Chelsea FC contra el Leicester City F. C..

El 21 d'agost del 2011 el València i el Chelsea FC anglès van confirmar que havien arribat a un acord pel traspàs de Mata, que va oficialitzar-se tres dies més tard. Mata va signar per cinc anys amb el club de Londres, en una operació que va costar 28 milions d'euros.
El seu debut amb el Chelsea es va produir en un partit de la Premier League, tres dies després de fitxar, entrant al minut 67 en substitució del francès Florent Malouda. L'equip anglès s'enfrontava amn el Norwich City F. C., i Mata va estrenar-se també com a golejador marcant un gol en la victòria del seu equip (3-1). En un partit de la Lliga de Campions, davant del Bayer Leverkusen, disputat el 13 de setembre del 2011, Mata va marcar el segon gol del Chelsea en la victòria de l'equip anglès (2-0). També va ser titular en la consecució del títol de la FA Cup i, el 19 de maig del 2012, el Chelsea va aconseguir el títol de la Lliga de Campions de la UEFA per primera vegada en la seva història, vencent al FC Bayern de Múnic en la final. Mata va ser nomenat jugador de l'any del seu club la primera temporada en la Premier League, fita que no havia assolit ningú des del 1996, moment en què ho va aconseguir Ruud Gullit.
El 15 de maig del 2013 es va proclamar, amb el Chelsea, campió de la Lliga Europa de la UEFA; en la final de la competició, l'equip anglès es va enfrontar amb el Benfica portuguès, a qui va guanyar per 2-1. D'aquesta manera, Juan Mata es va convertir en l'únic jugador, juntament amb Fernando Torres, en guanyar la Copa del Món, l'Eurocopa, la FA Cup, la Champions i l'Europa League.
La seva tercera i última temporada amb el Chelsea va ser molt menys fructífera que les anteriors, per Juan Mata. Amb l'arribada com a entrenador al Chelsea de José Mourinho, Mata va perdre la titularitat a l'equip, quedant per darrere d'Oscar en les decisions preses pel nou tècnic. Mourinho va exposar que la falta d'intensitat defensiva del jugador espanyol no el feia apte per ser titular. El 28 de setembre del 2013, Mata va sortir a la segona part contra el Tottenham Hotspur FC, assistint a John Terry perquè aquest marqués un gol, que significava l'empat (1-1), però la seva presència a l'inici dels partits era infreqüent. El 29 d'octubre del 2013 Mata va marcar el seu primer gol de la temporada en la victòria per 2-0 contra l'Arsenal FC; en aquella ocasió, els ''blues'' s'enfrontaven contra el seu màxim rival de la ciutat en un partit de la Copa de la Lliga anglesa. El gener del 2014, Mata havia jugat només 11 dels 22 partits disputats fins al moment a la Premier League.

### Selecció estatal
Ha estat internacional amb la Selecció espanyola Sub-19, amb la qual va guanyar el Campionat Europeu de 2006 disputat a Polònia, protagonitzant una gran actuació i marcant 4 gols en la fase final, sent el segon màxim golejador de l'equip per darrere d'Alberto Bueno, altre jugador del planter madridista (amb 5 gols).
El juny de 2011 formà part de la selecció espanyola de futbol Sub-21 que va guanyar el Campionat d'Europa de futbol sub-21 de 2011, celebrat a Dinamarca.
Fou convocat per primera volta amb la selecció absoluta per Vicente del Bosque per a jugar un amistós davant Xile. El seu primer gol amb la selecció fou davant Estònia al minut 90 de partit, amb el resultat final de 3-0 per a Espanya.
El juliol del 2012 va ser convocat per la selecció espanyola de futbol per representar Espanya als Jocs Olímpics de Londres 2012, una competició en què el combinat espanyol va caure eliminat en la primera lligueta.
El 27 de maig de 2013, entrà a la llista de 26 preseleccionats per Vicente del Bosque per disputar la Copa Confederacions 2013, i posteriorment el 2 de juny, entrà a la llista definitiva de convocats per aquesta competició.
El 31 de maig de 2014 entrà a la llista de 23 seleccionats per Vicente del Bosque per participar en la Copa del Món de Futbol de 2014; aquesta serà la seva segona participació en un mundial. En cas que la selecció espanyola, la campiona del món del moment, guanyés novament el campionat, cada jugador cobraria una prima de 720.000 euros, la més alta de la història, 120.000 euros més que l'any anterior.

## Palmarès

### València CF
- 1 Copa del Rei de futbol: 2007-08

### Chelsea FC
- 1 Lliga de Campions: 2011-12
- 1 FA Cup: 2011-12
- 1 Europa League: 2012-13

### Manchester United FC
- 1 FA Cup: 2015-16
- 1 Community Shield: 2016
- 1 Copa de la lliga anglesa: 2016-17
- 1 Europa League: 2016-17

### Galatasaray SK
- 1 Lliga turca: 2022-23

### Vissel Kobe
- 1 Lliga japonesa: 2023

### Selecció espanyola
- Campionat d'Europa de Futbol sub-19 de la UEFA: 2006
- Copa del Món de Futbol: 2010
- Campionat d'Europa de Futbol sub-21 de la UEFA: 2011[11]
- Campionat d'Europa: 2012